# Сражение у Плайя-Хонда
Сражение у Плайя-Хонда — морской бой в апреле 1617 года у берегов Филиппин между испанской армадой под командованием Хуана Ронкильо и голландского флота адмирала Шпильбергена в рамках Восьмидесятилетней войны, завершившийся победой испанцев.

## Битва
По приказу Херонимо Сильвы (и. о. губернатора Филиппин с апреля 1616 года) и Андреса Алькараса (уполномоченного по военным вопросам), испанский флот, состоявший из 7 галеонов и 3 галер под командованием Хуана Ронкильо, покинул порт Кавите (Филиппины) 8 апреля. Пять дней спустя он заметил голландский флот из 10 кораблей под командованием Йориса ван Шпильбергена близ Плайя-Хонда, у побережья провинции Самбалес.
Испанцы сблизились с голландскими кораблями и пошли на абордаж. В результате флагман голландцев «Солнце Голландии» и ещё два корабля были захвачены.
Хуан Мануэль де ла Вега, командир испанского галеона «Святой Марк», начал преследование двух голландских кораблей, однако в результате перекрестного огня его корабль пошел ко дну. Несмотря на потерю галеона, победа в бою осталась за испанцами.